# Jean Gruault
Jean Gruault (Fontenay-sous-Bois, 9 de agosto de 1924 - París, 8 de junio de 2015) fue un guionista de cine francés. Trabajó con directores de la Nouvelle vague como François Truffaut, Jean-Luc Godard o Jacques Rivette.

## Biografía y obra
Nació en Fontenay-sous-Bois, a les afueras de París, en 1924 y ya en los años 1940 se introdujo en el ambiente cinéfilo parisino. Firmó su primer guion cinematográfico en 1958, cuando escribió París nos pertenece para Jacques Rivette, hasta entonces crítico de cine para la revista Cahiers du Cinéma.
Truffaut le recomendó después para que trabajara con Roberto Rossellini, con quien realizó Vanina Vanini en 1961 aunque su argumento más conocido es la adaptación de una novela de Henri-Pierre Roché que le sirvió a Truffaut para filmar Jules y Jim en 1962. Esa cinta marcó el inicio de una serie de colaboraciones entre Gruault y Truffaut, para quien escribió en total cinco largometrajes, como El pequeño salvaje, Diario íntimo de Adèle H. o La habitación verde, el último de esos guiones para una cinta estrenada en 1978.
Gruault trabajó también con Jean-Luc Godard, aunque solamente en la cinta Los carabineros, estrenada en 1963. Colaboró además con Robert Enrico (La Redevance du fantôme), Rivette (La religiosa), André Téchiné (Las hermanas Brontë), Alain Resnais (Mi tío de América, La vida es una novela y El amor ha muerto), René Féret (El misterio de Alexina), Jean-Jacques Andrien (Australia) o Gavin Millar (Belle Époque).
En 1980 fue galardonado con el Premio Especial del Jurado al largometraje Mi tío de América en el Festival de Cannes, película que también estuvo nominada al Óscar al mejor guion original.

## Premios y distinciones
Premios Óscar
| Año  | Categoría            | Película          | Resultado |
| ---- | -------------------- | ----------------- | --------- |
| 1981 | Mejor guion original | Mi tío de América | Nominado  |